# Coree
Coreea este un sindrom acut sau cronic caracterizat prin apariția unor mișcări involuntare scurte, rapide, neregulate și predominând la rădăcina membrelor (umăr, șold). Cauzele pot fi : inflamatorii, vasculare, tumorale, endocrine, toxice (oxid de carbon, alcool) sau medicamentoase (pilule contraceptive, antiepileptice).
Coreea este caracteristică pentru două boli, coreea lui Huntington și coreea lui Sydenham.